# Bistum Mirepoix

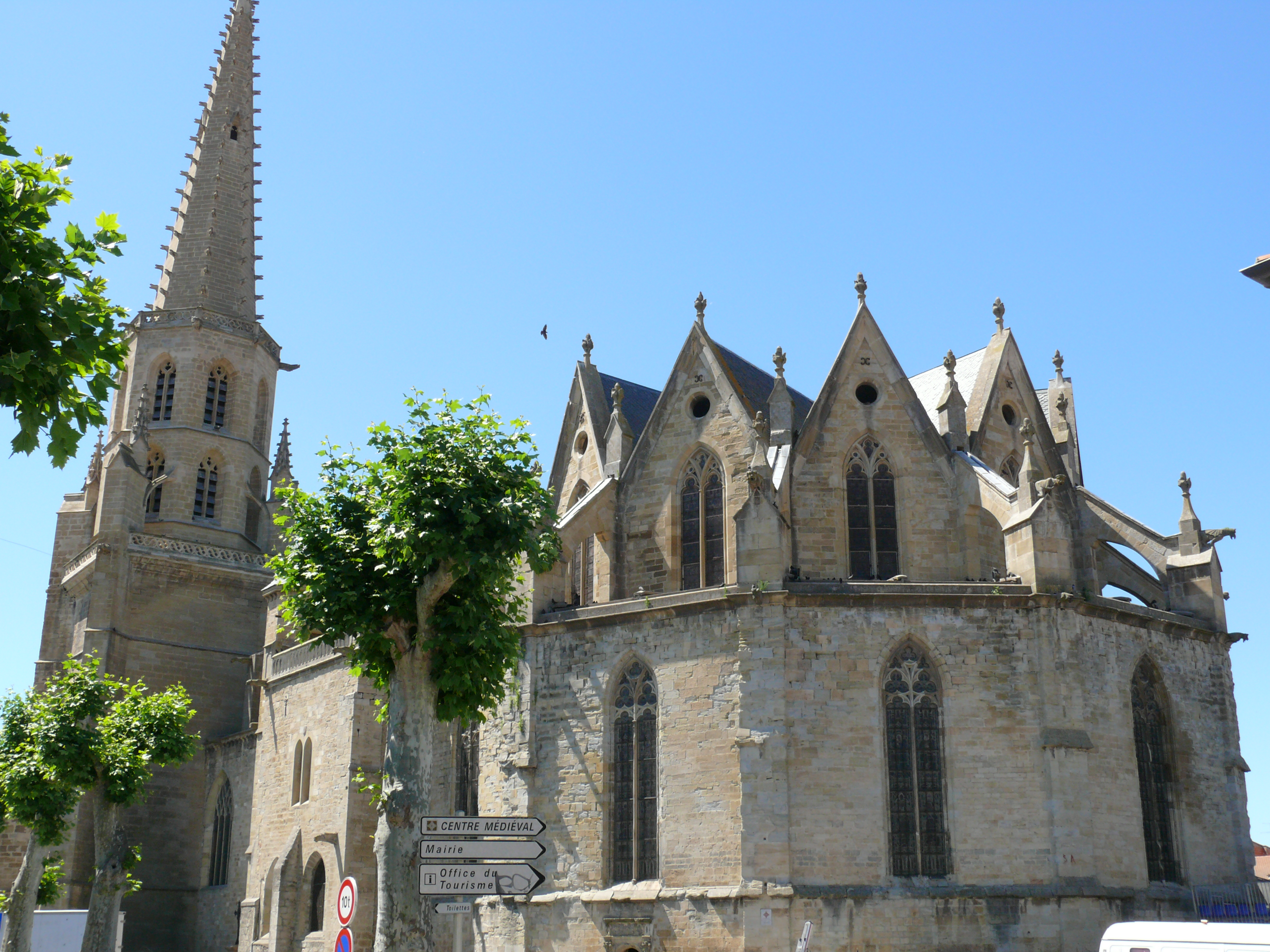
ehemalige Kathedrale St. Maurice in Mirepoix

Das Bistum Mirepoix (lat.: Dioecesis Mirapicensis) war eine im Süden Frankreichs gelegene römisch-katholische Diözese mit Sitz in Mirepoix. 

## Geschichte
Das Bistum Mirepoix wurde am 26. September 1317 durch Papst Johannes XXII. aus Gebietsabtretungen des Erzbistums Toulouse errichtet. Erster Bischof war Raymond Atton d’Auterive. Das Bistum Mirepoix war dem Erzbistum Toulouse als Suffraganbistum unterstellt. Es umfasste etwa 120 Pfarreien.
Am 29. November 1801 wurde das Bistum Mirepoix infolge des Konkordates von 1801 durch Papst Pius VII. mit der Päpstlichen Bulle Qui Christi Domini aufgelöst und das Territorium wurde dem Erzbistum Toulouse und dem Bistum Carcassonne angegliedert.